# القتلة 13 (فلم 2010)
القتلة 13 (باليابانية: 十三 人 の 刺客، جوسانين نو شيكاكو وتكتب بنظام هيبورن: Jūsannin no Shikaku) هو فيلم ساموراي صدر في 2010 من إخراج تاكاشي مايكه ومن بطولة كوجي ياكوشو وتاكايوكي يامادا وسوسوكي تاكاوكا وهيروكي ماتسوكاتا وكازوكي ناميوكا وغورو إناجاكي. وهو نسخة جديدة من فيلم الدراما التاريخي الياباني القتلة 13 للمخرج أيشي كودو الذي صدر في 1963 وتدور أحداثه في 1844 قرب نهاية فترة إيدو حيث تتآمر سراً مجموعة من ثلاثة عشر قاتلاً - تضم اثني عشر ساموراي وصيادًا - لاغتيال الزعيم ماتسودايرا ناريتسوغو، قاتل داي-ميو عشيرة أكاشي، لإحباط تعيينه في مجلس الشوغونية القوي.
يُمثل الفيلم المرة الثالثة التي يشارك فيها يامادا وتاكوكا في البطولة، أول فيلمين هما كروز زيرو و كروز زيرو 2 وكلاهما من إخراج مايكه. استغرقّ التصوير الرئيسي لفيلم القتلة 13 حوالي شهرين في تسوروكا، ياماغاتا، شمال اليابان، في الفترة من يوليو إلى سبتمبر 2009. عُرضّ الفيلم في اليابان في 25 سبتمبر 2010 وفي الولايات المتحدة في 29 أبريل 2011. أعطى النقاد الغربيون الفيلم تقييمات إيجابية وقارنوه بإيجابية مع أعمال كوروساوا.

## الحبكة
في 1844 من فترة إيدو، حينما كانت شوغونية توكوغاوا في حالة تدهور، فإن زعيم أكاشي السادي ماتسودايرا ناريتسوغو اغتصبّ وعذبّ وشوهّ وقتلّ النبلاء والعامة حسب رغبته. وهو محمي لأن الشوغون أخيه غير الشقيق. يدرك السيد دوي توشيتسورا، وزير العدل لدى الشوغون، أنه عندما يصعد ناريتسوغو إلى مجلس الشوغونية، ستندلع الحرب الأهلية بين الشوغون والعديد من الزعماء الإقطاعيين الذين أساء لهم ناريتسوغو. بعد ذلك، يؤدي الزعيم الإقطاعي لعشيرة ماميا علانية طقوس  الانتحار بنزع الأحشاء احتجاجاً على رفض الشوغون معاقبة الزعيم ناريتسوغو، الذي قتل شخصياً عائلة اللورد الإقطاعي بأكملها. عندما يصر الشوغون على ترقية ناريتسوغو، يبحث السيد دوي عن الساموراي العجوز الموثوق، شيمادا شينزايمون، الذي خدم تحت الشوغون السابق ويستأجره سراً لاغتيال ناريتسوغو. ومع ذلك ، فإن خدم ناريتسوغو المخلصين بقيادة هانبي وهو معاصر قديم لشينزايمون، يعلمون عن المؤامرة من خلال التجسس على دوي.
يجمع شينزايمون أحد عشر ساموراي موثوقاً به بما في ذلك ابن شقيقه، شينروكورو، الذين يخططون معاً لنصب كمين لناريتسوغو في رحلته الرسمية من إيدو إلى أراضيه في أكاشي. قبل مغادرتهم مباشرة، يصل هانبي الذي يحذر زميله القديم أنه سيعاني من عواقب وخيمة إذا حاول قتل ناريتسوغو.
تشتري المجموعة، بالسلطة القانونية والمساعدة المالية من دوي، مساعدة بلدة أوتشياي من أجل إنشاء فخ. كما أنهم يجندون مساعدة ماكينو وهو سيد إقطاعي تعرضت زوجة ابنه للاغتصاب وقُتل ابنه على يد ناريتسوغو. يغلق ماكينو بجنده الطريق السريع الرسمي، مما يجبر ناريتسوغو على التوجه نحو الفخ؛ ثم ينكر ماكينو نفسه لإخفاء تورطه في المؤامرة. خلال رحلة القتلة إلى المدينة، يهاجمهم الساموراي المتشردن الذين دفع لهم هانبي المال لقتل المتآمرين. تقرر المجموعة التوجه عبر الجبال ولكنهم يضلوا طريقهم في نهاية المطاف. في تلك المرحلة يواجهون صياداً يدعى كيغا كوياتا الذي يصبح مرشدهم ثم القاتل الثالث عشر.
تتحول المدينة إلى متاهة متقنة من الأفخاخ المتفجرة والتحصينات المموهة. عندما يصل ناريتسوغو وحاشيته، الذين دُعمّت أعدادهم بقوات إضافية. لم يعد القتلة الثلاثة عشر يواجهون سبعون رجلاً مسلحاً. فهم يواجهون الآن ما لا يقل عن مئتي شخص. أعقب ذلك معركة طويلة، حيث حوصر ناريتسوغو وحراسه داخل القرية وهوجموا من كل جانب بالسهام والمتفجرات والسكاكين والسيوف - باستثناء كوياتا، الذي يقاتل بمقلاع حجارة وبالعصي. في خضم المذبحة، تثير إراقة الدماء في المعركة ناريتسوغو السادي. فيخبر هانبي أنه عندما يصعد إلى مجلس الشوغونية سيعيد حروب فترة سينغوكو.
يُصرع القتلة واحداً تلو الآخر، لكن ليس قبل أن يقتلوا تقريباً كل قوات أكاشي. في النهاية، يُحاصر شينزايمون وشينروكورو ناريتسوغو وهانبي. بعد أن يقتل شينزايمون هانبي، يركل ناريتسوغو رأس خادمه المخلص بعيداً ويهين الساموراي الذي ضحى بحياته من أجله. فيعلن بازدراء أن الشعب والساموراي لديهم هدف واحد فقط: خدمة أسيادهم. يواجهه شينزايمون بإخباره أن السادة لا يستطيعون العيش بدون دعم الشعب وأنه إذا أساء السيد استخدام سلطته، فسوف يثور الناس ضده دائماً. يصيب ناريتسوغو وشينزايمون بعضهما البعض بجروح قاتلة. يبكي الزعيم ناريتسوغو ويزحف في الوحل معانياً من الخوف والألم لأول مرة، فيشكر شينزايمون على إظهار الإثارة له. ومن ثَمّ يقطع شينزيمون رأسه.
يتجول شينروكورو في المذبحة ويلتقي بالصياد كوياتا الذي، بالرغم من تعرضه لإصابة قاتلة في وقت سابق، يركض إليه بقوة مميزة دون أن يصاب بأذى. ويشقان طريقهما المنفصل خارج المدينة بعد أن يناقشا بإيجاز كيف ينويان عيش حياتهما منذ ذلك الحين فصاعداً. تنص الخاتمة على أن الشوغون وحكومته تسترت على ما حدث بالفعل، معلنةً أن ناريتسوغو توفي بسبب مرضه في رحلة العودة إلى أراضيه. بعد ثلاثة وعشرين عاماً، يُطاح بشوغونية توكوغاوا خلال إصلاح ميجي.

## الطاقم
- غورو إناجاكي  في دور الزعيم ماتسودايرا ناريتسوغو:[5]

حاكم عشيرة أكاشي. مرت فظائعه العنيفة في أرضه دون عقاب لأنه محمي من قبل الشوغون، أخوه غير الشقيق.
- ميكيجيرو هيرا في دور السيد دوي توشيتسورا:[5]

كبير مستشاري مجلس الشوغونية. القلق من أن الشوغون قد يولي ناريتسوغو منصباً سياسياً في المجلس، فيستعين بشينزايمون لقتل ناريتسوغو استباقياً.
- كوجي ياكوشو في دور شيمادا شينزايمون:[5][6]

محارب ساموراي مخضرم أنهكته الحرب، يعتقد أن هناك ما هو أكثر من الطاعة العمياء للبوشيدو. نظراً لاقتناعه بعدم وجود فرصة لميتة مشرفة، فإنه يشعر بسعادة غامرة عندما يُكلف بتنفيذ المهمة. فيجمع زمرة من أحد عشر ساموراي لنصب كمين خلال رحلة ناريتسوغو السنوية من إيدو إلى أرضه في أكاشي.
- هيروكي ماتسوكاتا في دور كوراناغا ساهيتا:[5]

ذراع شينزايمون الأيمن، ساموراي مخضرم آخر يرشح أفضل طلابه وأكثرهم موثوقية في المهمة
- تسويوشي إيهارا في دور هيراياما كوجورو:[6]

ساموراي بلا سيد ذو براعة لا مثيل لها في المبارزة، تدربّ على يد شينزايمون
- تاكايوكي يامادا في دور شيمادا شينروكورو:[6]

ابن شقيق شينزايمون، الذي ابتعد عن تعاليم البوشيدو ليصبح مقامراً وزير نساء. نتيجة شعوره بالضجر والخجل، ينضم إلى المهمة لإصلاح نفسه.
- يوسوكي إيسيا في دور كيغا كوياتا:[5][6]

صياد يُعثر عليه معلقاً في قفص في الغابة كعقوبة لإغواء زوجة سيده، يساعد القتلة في العثور على الطريق إلى أوتشياي. يجنده شينزايمون في النهاية باعتباره القاتل الثالث عشر. على الرغم من عدم ذكر ذلك صراحةً، يُفترض بشدة أنه كيان خارق للطبيعة.

## الإنتاج

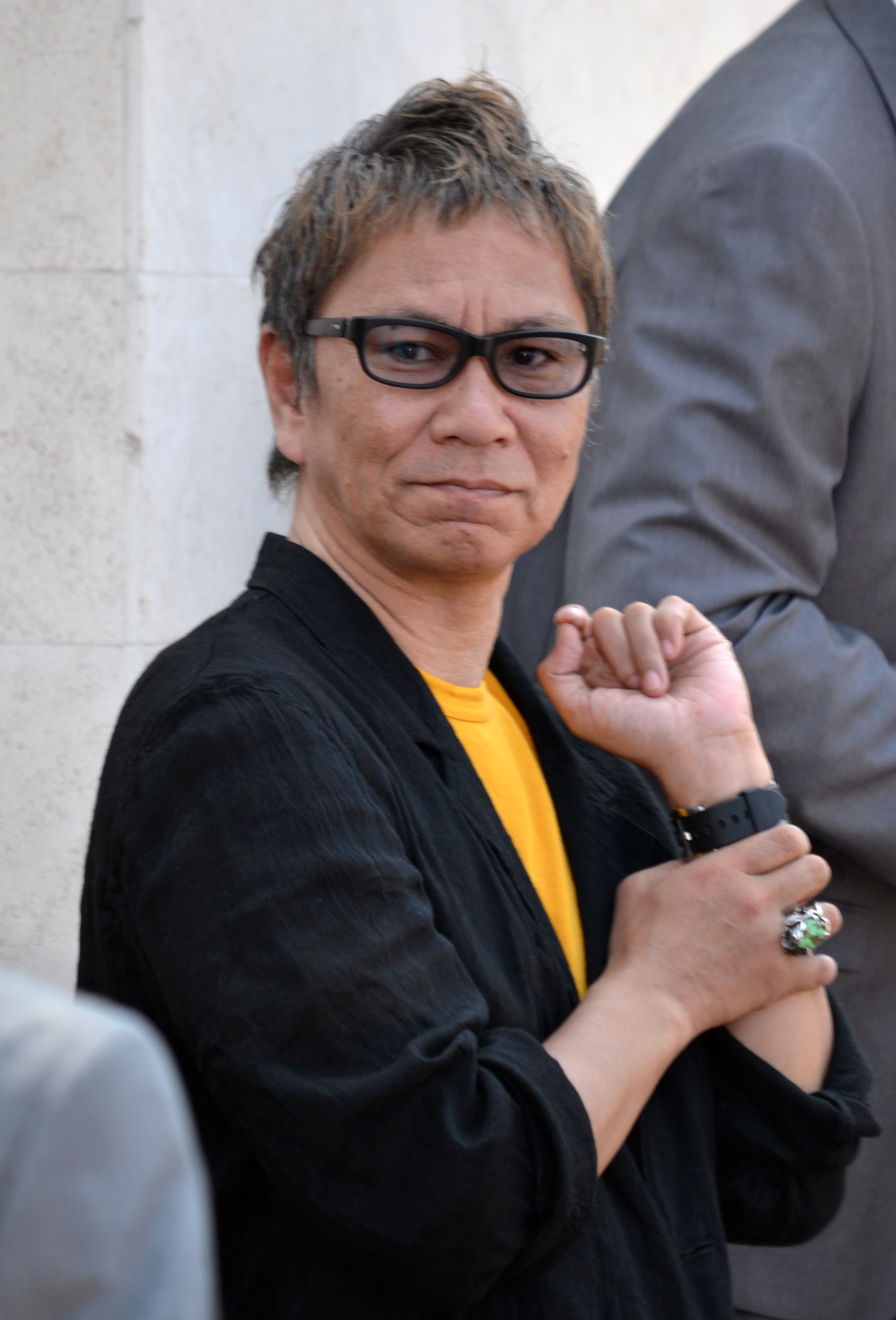
المخرج تاكاشي مايكه

جاء إنتاج القتلة 13 من خلال مجموعة أفلام توشياكي ناكازاوا وسيديك إنترناشونال وريكوديد بيكتشرز كومباني المملوكة لجيريمي توماس. عمل ناكازاوا سابقاً مع المخرج تاكاشي مايكه في أفلام: شعب الطيور في الصين وأندروميدا (كلاهما في 1998) ، و شيطان الياكوزا (2003) و سوكيياكي دجانغو الغربي (2007). في بداية الإنتاج، قال توماس إنه سعيد بالعمل مرة أخرى مع «صانعي الأفلام اليابانيين الفذين مثل توشياكي ناكازاوا وتاكاشي مايكه، الذين تعبر أعمالهم على أنها من بين أنجح الأفلام اليابانية وأكثرها إبداعاً». أجاب ناكازاوا أنه يود «أن يتقلد توماس سيفاً أيضاً وبوجود قاتل إضافي، سنرسل معاً القتلة الأربعة عشر هناك». وبالنسبة لأسلوبه في إخراج الفيلم، قال مايكه:
نظراً لكونه معجباً بتمثيل كوجي ياكوشو، فقد جعله مايكه ضمن أولوياته في لعب دور البطولة. بالإضافة إلى ذلك، سعى إلى تمثيل الممثلين الأصغر سناً في دور القتلة، لا سيما سوسوكي تاكاوكا وتاكايوكي يامادا، الذين عمل مايكه معهما  في فيلميه، كروز زيرو (2007) وكروز زيرو 2 (2009). كتبَ دايسوكي تينجان سيناريو الفيلم، الذي كتب أيضاً سيناريو فيلم مايكه «الاختبار» في (1999).

## وصلا خارجية
- مقالات تستعمل روابط فنية بلا صلة مع ويكي بيانات